# Stephenia axina
Stephenia axina is een vlinder uit de familie van de Nymphalidae. De wetenschappelijke naam van de soort is voor het eerst voorgesteld door John Obadiah Westwood in een publicatie uit 1881.

## Verspreiding
De soort komt voor in de savannes van Angola, Zambia, Malawi, Mozambique, Namibië, Zimbabwe, Botswana, Zuid-Afrika en Swaziland.

## Waardplanten
De rups leeft op Tricliceras longipedunculatum (Mast.) R. Fern. var. longepedunculatum (Turneraceae).